# Nan Merriman
Nan Merriman (28 de abril de 1920 – 22 de julio de 2012) fue una cantante de ópera de nacionalidad estadounidense, con voz de mezzosoprano.

## Biografía
Su nombre completo era Katherine Ann Merriman, y nació en Pittsburgh, Pensilvania. Estudió canto en Los Ángeles con Alexis  Bassian y Lotte Lehmann, y a los veinte años de edad cantaba en bandas sonoras de filmes producidos en Hollywood. En esa época fue descubierta por Laurence Olivier, que hizo que la cantante le acompañara a él y a su esposa, Vivien Leigh, en una gira de la obra Romeo y Julieta, interpretando ella diversas canciones durante los cambios de escenario.
Merriman canto también muchos papeles, tanto en directo como en la radio, bajo la batuta de Arturo Toscanini entre 1944 y 1952, cuando él era director de la Orquesta Sinfónica de la NBC. Entre los papeles que canto con Toscanini, figuran el de Maddalena en Rigoletto (de Verdi), Emilia en Otelo (Verdi), Mistress Page en Falstaff (Verdi), y Orfeo en Orfeo y Eurídice (Christoph Willibald Gluck). Además, también cantó en la primera y única grabación que Toscanini realizó de la Sinfonía n.º 9 de Beethoven, y que llevó a cabo con la Orquesta Sinfónica de la NBC en 1952. Merriman fue también Dorabella en Così fan tutte (de Mozart), obra representada en 1956 en el Teatro de La Scala y dirigida por Guido Cantelli. 
Merriman fue particularmente bien recibida en los Países Bajos, donde conoció y se casó con el tenor Tom Brand, viudo y con varios hijos. Ella se retiró de la actuación para cuidar a su familia en 1965. Brand falleció en 1970.
Tras crecer sus hijos, ella volvió a Los Ángeles, California, donde falleció el 22 de julio de 2012 por causas naturales. Tenía 92 años de edad. Sus restos fueron incinerados, y las cenizas entregadas a sus allegados.